# Ixora margaretae
Ixora margaretae är en måreväxtart som först beskrevs av Nicolas Hallé, och fick sitt nu gällande namn av Arnaud Mouly och Birgitta Bremer. Ixora margaretae ingår i släktet Ixora och familjen måreväxter. Inga underarter finns listade i Catalogue of Life.